# Stazione meteorologica di Rocchetta Nervina
La stazione meteorologica di Rocchetta Nervina è la stazione meteorologica di riferimento relativa alla località di Rocchetta Nervina.

## Coordinate geografiche
La stazione meteorologica si trova nell'Italia nord-occidentale, in Liguria, in provincia di Imperia, nel comune di Rocchetta Nervina, a 225 metri s.l.m. e alle coordinate geografiche 43°54′N 7°35′E.

## Dati climatologici
In base alla media trentennale di riferimento 1971-2000, la temperatura media del mese più freddo, dicembre, si attesta a +6,8 °C; quella del mese più caldo, luglio, è di +21,8° °C .
| Rocchetta Nervina  | Mesi | Mesi | Mesi | Mesi | Mesi | Mesi | Mesi | Mesi | Mesi | Mesi | Mesi | Mesi | Stagioni | Stagioni | Stagioni | Stagioni | Anno |
| Rocchetta Nervina  | Gen  | Feb  | Mar  | Apr  | Mag  | Giu  | Lug  | Ago  | Set  | Ott  | Nov  | Dic  | Inv      | Pri      | Est      | Aut      | Anno |
| ------------------ | ---- | ---- | ---- | ---- | ---- | ---- | ---- | ---- | ---- | ---- | ---- | ---- | -------- | -------- | -------- | -------- | ---- |
| T. max. media (°C) | 10,3 | 10,8 | 13,1 | 16,1 | 19,7 | 22,9 | 26,0 | 25,8 | 23,4 | 19,2 | 14,2 | 11,6 | 10,9     | 16,3     | 24,9     | 18,9     | 17,8 |
| T. min. media (°C) | 3,4  | 3,9  | 5,5  | 7,9  | 11,4 | 14,8 | 17,6 | 17,5 | 15,4 | 11,4 | 7,1  | 4,5  | 3,9      | 8,3      | 16,6     | 11,3     | 10,0 |